# Халілово (Гайський міський округ)
Халі́лово (рос. Халилово) — селище у складі Гайського міського округу Оренбурзької області, Росія.

## Населення
Населення — 649 осіб (2010; 797 у 2002).
Національний склад (станом на 2002 рік):
- росіяни — 66 %